# Theloderma leporosum
Espèce
Statut de conservation UICN

 LC  : Préoccupation mineure
Theloderma leporosum  est une espèce d'amphibiens de la famille des Rhacophoridae.

## Répartition
Cette espèce se rencontre, :
- en Malaisie péninsulaire ;
- en Indonésiesur l'île de Sumatra.

## Publication originale
- Tschudi, 1838 : Classification der Batrachier, mit Berucksichtigung der fossilen Thiere dieser Abtheilung der Reptilien, p. 1-99 (texte intégral).